# Kid Gavilan
Kid Gavilan, egentligen Gerardo Gonzalez, född 6 januari 1926 i Camagüey, Kuba, död 13 februari 2003 i Miami, Florida, var en kubansk proffsboxare. Han var världsmästare i weltervikt 1951–1954.
Gavilans karriär som proffsboxare varade 1943–1958. Han reste 1946 till USA med målet att bli världsmästare och med 25 segrar i bagaget mot kubanska och mexikanska motståndare. I sitt första försök att ta titeln i weltervikt förlorade han mot Sugar Ray Robinson. Men vid andra försöket 1951 slog han Johnny Saxton och tog den då vakanta welterviktstiteln. Åren 1951–1953 försvarade Gavilan titeln flera gånger mot kvalificerade motståndare, bland andra Carmen Basilio. Dessutom gick han ett antal matcher som inte gällde titeln och vann även dem.
Gavilan valde 1954 att gå upp i mellanvikt för att försöka ta även den titeln men förlorade mot regerande mästaren The Hawaiian Swede Carl Olson. Samma år bantade Gavilan åter ner sig till weltervikt men förlorade titeln på poäng till Saxton. De sista åren av sin karriär förlorade han en del matcher mot okända motståndare och lyckades aldrig mer bli aktuell för en titelmatch.
Gavilan är ett av de få proffsen i boxningshistorien som inte blivit nerslagen en enda gång under sin karriär.
Hans slutliga matchstatistik omfattar 106 segrar (27 på KO), 30 förluster och 6 oavgjorda samt en match som avbröts utan domslut (så kallat "no contest").